# Melanophryniscus macrogranulosus
Melanophryniscus macrogranulosus – gatunek płaza bezogonowego z rodziny ropuchowatych.

## Systematyka
Gatunek ten jest jednym z przedstawicieli rodzaju Melanophryniscus zaliczanego do rodziny ropuchowatych (Bufonidae).

## Rozmieszczenie geograficzne
Jest to endemit południowej Brazylii zamieszkujący stan Rio Grande do Sul. Początkowo gatunek znany był tylko z lokalizacji typowej – Morro da Gruta w gminie Torres, gdzie w 1960 roku odłowiono 9 okazów typowych (po zmianach administracyjnych i podziale gminy Torres miejsce to znajduje się obecnie w gminie Dom Pedro de Alcântara). W kwietniu 2004 roku odłowiono młodocianego osobnika w Barra do Ouro w gminie Maquiné (oznaczało to ponowne odkrycie gatunku po 44 latach), a później obecność płaza stwierdzono także w kilku innych miejscach.
Gatunek jest spotykany w przedziale wysokości 30–370 m n.p.m.

## Ekologia
Jego siedlisko to lasy pierwotne i wtórne w obrębie tzw. atlantyckiego. Jest spotykany na skałach i w ściółce.

## Cykl życiowy
Rozwój larwalny odbywa się w małych tymczasowych zbiornikach wodnych.

## Status zagrożenia i ochrona
W Czerwonej księdze gatunków zagrożonych IUCN płaz ten od 2023 roku klasyfikowany jest jako gatunek zagrożony (EN, ang. Endangered); wcześniej, od 2004 roku uznawano go za gatunek narażony (VU, ang. Vulnerable).
Jest to zwierzę rozmieszczone plamowo, ale w miejscach swojego występowania wydaje się pospolite. Sądzi się, że całkowita liczebność gatunku spada.
Z zagrożeń IUCN wymienia zmiany w środowisku naturalnym spowodowane urbanizacją czy ekspansją rolnictwa, płaz zamieszkuje bardzo zagrożony ekosystem. Populacja w miejscu typowym została otoczona i odizolowana poprzez pobudowane drogi, w tym autostradę, i zagraża jej wyginięcie. Zagrożenie dla gatunku może także stanowić odłów z przeznaczeniem na handel, a w przyszłości także zmiany klimatyczne.
Nie zamieszkuje terenów chronionych, stwierdzono go jedynie w otulinie jednego z rezerwatów.